# Steese Highway

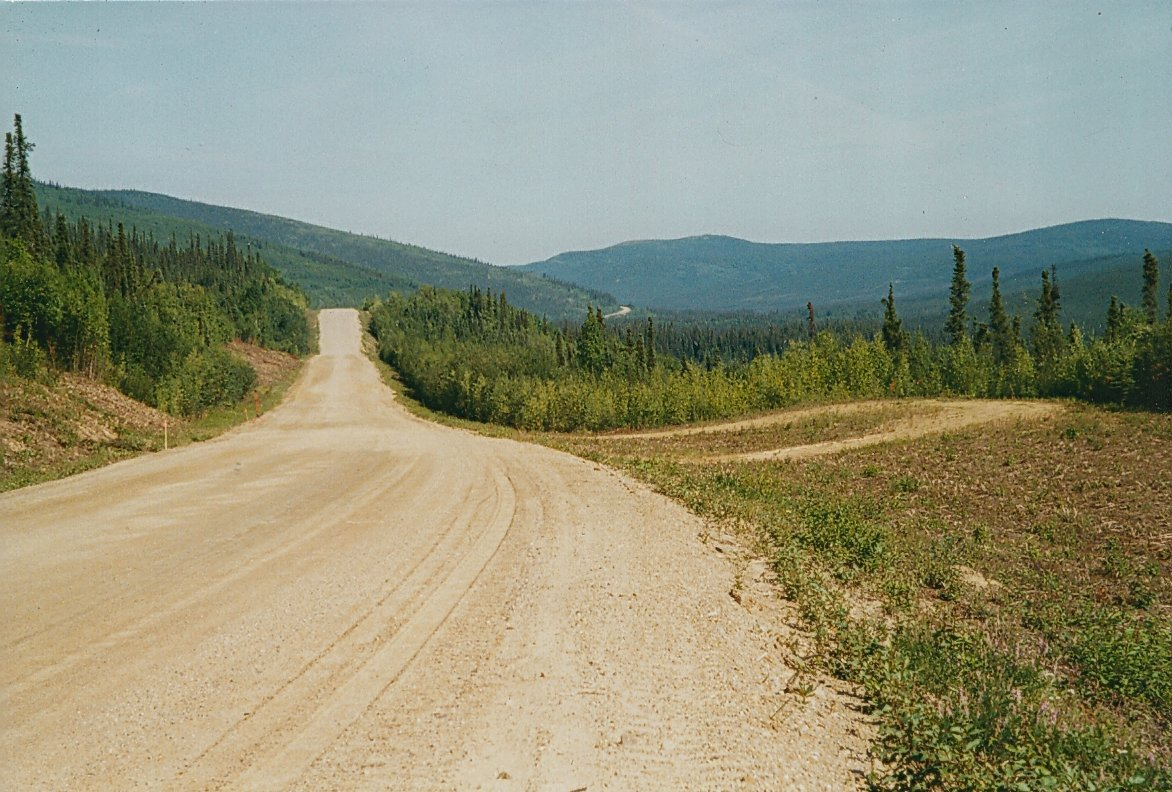
En direction de Circle

La Steese Highway est une route d'Alaska aux États-Unis qui va de Fairbanks à Circle, sur le fleuve Yukon, à 80 km environ du Cercle Arctique.
Elle est goudronnée dans ses premiers cent kilomètres, ainsi qu'aux abords de la ville de Central, ailleurs, elle se présente sous forme d'une piste étroite et souvent poussiéreuse.
Cette route a été construite à l'époque de l'extraction de l'or dans la région de Circle, très active dans les années 1890, juste avant la découverte de l'or du Klondike.

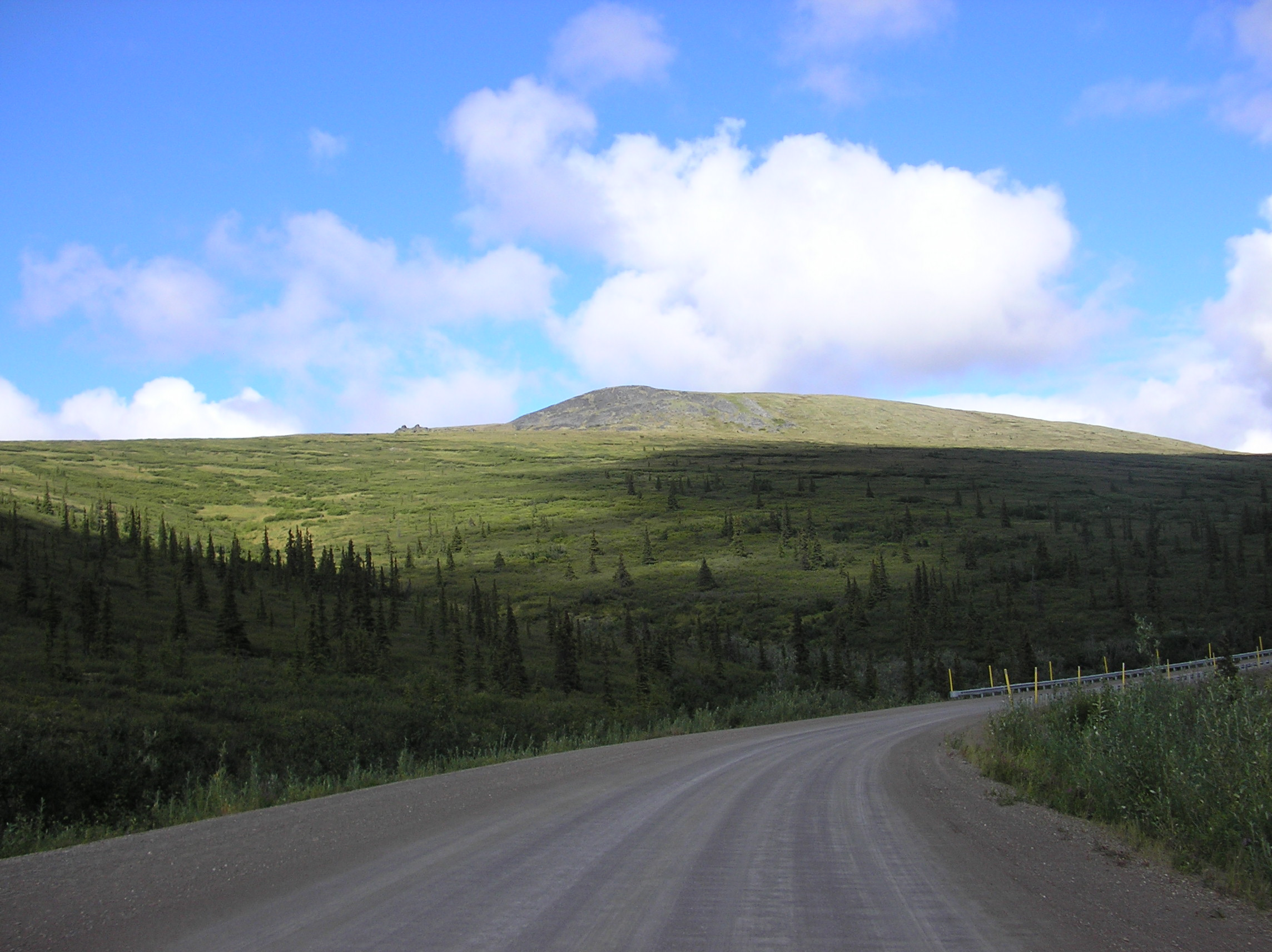
Steese Highway

On peut voir encore, le long de la route, deux sites historiques comme la concession de Felix Pedro, qui date de 1902, et le camp minier de Chatanika. Au kilomètre 14, la Gold Dredge N°8 se visite, elle a été construite en 1928 et abandonnée en 1959 quand son propriétaire a refusé d'augmenter de quelques cents le salaire des ouvriers.
La Steese Highway s'appelle aussi Alaska Route 2 de Fairbanks à Fox et ensuite Alaska Route 6 jusqu'à son extrémité. Elle a été désignée comme National Scenic Byway.

## Villes et lieux desservis
- Fairbanks, au km 0
- Fox, au km 18
- Chatanika, mile 28 (km 45)

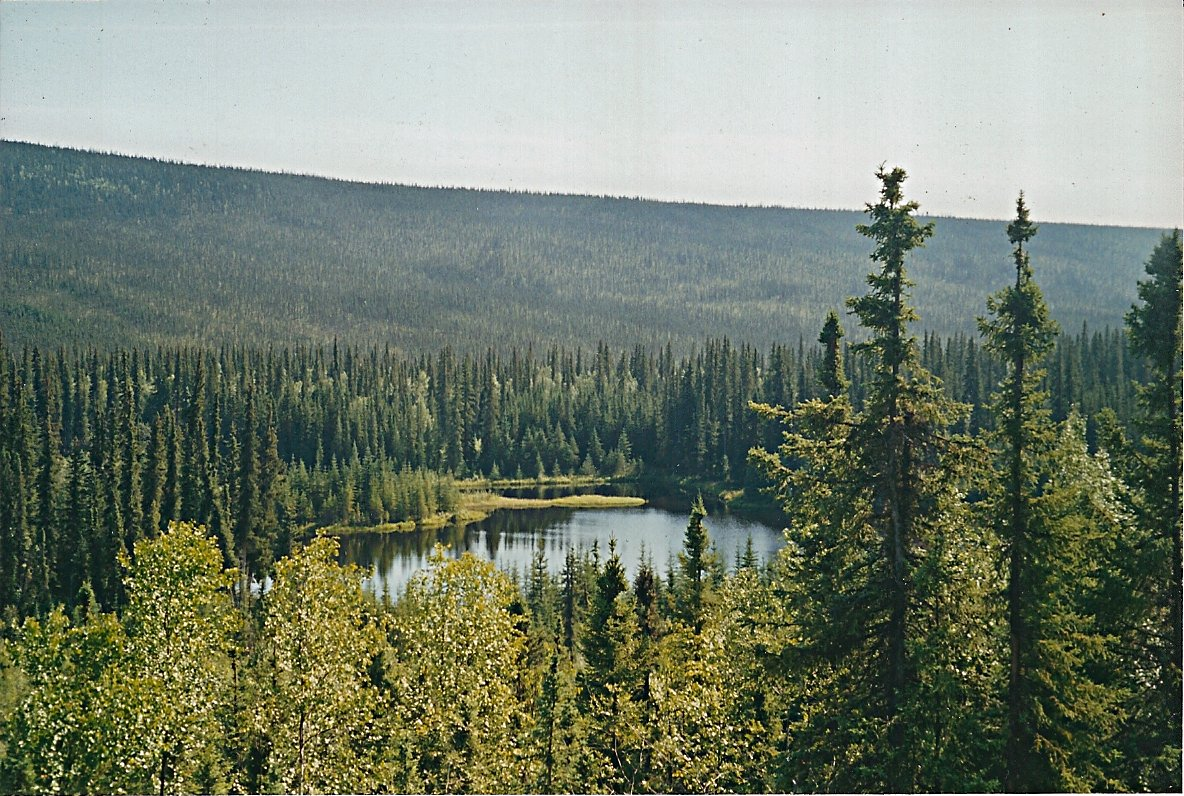
aux abords de Steese Highway

- Central et Circle Hot Springs, au km 205
- Circle, au km 261